# Franz Hörburger
Franz Hörburger (* 1. April 1882 in Bregenz; † 7. Jänner 1974 in Salzburg) war ein österreichischer Autor, Schuldirektor und Landesschuldirektor. Er war von 1934 bis 1938 Mitglied des Bundeskulturrates.

## Leben
Hörburger wurde in Bregenz geboren und besuchte die Volksschule in Mezzolombardo (Trentino). Er absolvierte danach von 1893 bis 1901 das k. k. Staatsgymnasium in Feldkirch (Vorarlberg) und schloss seine Ausbildung dort 1901 mit der Matura ab. Hierauf studierte Hörburger ab 1901 Philosophie, Germanistik, Latein und Griechisch an den Universitäten Innsbruck und Graz. Er war Mitglied der katholischen Studentenverbindungen KÖHV Carolina Graz (seit 1901), AV Austria Innsbruck (seit 1902) und KÖHV Rheno-Juvavia Salzburg (seit 1932). Er legte 1907 die Lehramtsprüfung ab und promovierte im selben Jahr zum Dr. phil. Nach dem Studienende unterrichtete Hörburger an der Realschule in Görz (Krain) und war danach Lehrer am k. k. Staatsgymnasium in Linz. 1917 übernahm er die Stelle des Direktors der Staatslehrerbildungsanstalt in Salzburg und 1935 wechselte er auf den Posten des Landesschulinspektors, den er bis zur Machtübernahme der Nationalsozialisten im Jahr 1938 ausübte. Daneben war er von 1927 bis 1938 Mitglied des Landesschulrates für Salzburg. 1938 wurde er aller seiner Funktionen enthoben und in den Ruhestand versetzt. Nach dem Ende des Zweiten Weltkriegs wurde er 1945 wieder in den Dienst des Landes Salzburg gestellt, wo er bis 1949 erneut als Landesschulinspektor fungierte. 1949 wurde Franz Hörburger schließlich pensioniert, wobei er jedoch von 1951 bis 1959 als Lehrbeauftragter für Pädagogik an der Hochschule Mozarteum in Salzburg tätig war.
Hörburger wurde 1932 zum Hofrat ernannt. Er war vom 1. November 1934 bis zum 12. März 1938 Mitglied des Bundeskulturrates.

## Werke
- Die Aussprache des Deutschen im Munde der Italiener und Slowenen. Görz 1911
- Die deutsche Satzlehre in der Schule. Wien 1915
- Denkschrift zur Erhaltung der Lehrerbildungsanstalt Salzburg. Salzburg 1921
- Denkschrift zur Errichtung einer Vorbereitungsklasse an der Lehrerbildungsanstalt Salzburg. Salzburg 1924
- Der Bildungsplan der Deutschen Oberschule (Aufbauschule) und die Lehrerbildung. Wien 1926;
- Lehrbuch der Pädagogik. 2 Bände, Wien 1934 und 1935 (gemeinsam mit Anton Simonie)
- Festschrift der Bundes-Lehrer-bildungsanstalt in Salzburg zur Feier des 150jährigen Bestandes. Salzburg 1927
- Handbuch der Pädagogik. 3 Bände, Wien 1948 bis 1953 (gemeinsam mit Anton Simonie);
- Ein Leben für die Schule. Schriften von Franz Hörburger. Salzburg 1962 (= Veröffentlichungen des Pädagogischen Instituts Salzburg, Band 9)
- Geschichte der Erziehung und des Unterrichtes. Wien 1967
- Die Geschichte der Salzburger Lehrerbildung. Salzburg 1968
- Salzburger Ortsnamenbuch (bearb. von Ingo Reiffenstein und Leopold Ziler). Salzburg 1982